# François Félix Tisserand
François Félix Tisserand (más conocido por su segundo nombre) (Nuits-Saint-Georges, 13 de enero de 1845 - París, 20 de octubre de 1896), fue un destacado astrónomo francés, autor de completos desarrollos matemáticos aplicados a la mecánica celeste.

## Semblanza
Tisserand nació en Nuits-Saint-Georges, una localidad del departamento de Côte-d'Or, en la Borgoña. En 1863 ingresó en la Escuela Normal Superior, y al salir de la institución fue durante un mes profesor en el liceo de Metz. Urbain Le Verrier le ofreció un puesto en el Observatorio de París, donde empezó a trabajar como astrónomo adjunto en septiembre de 1866.
En 1868 se doctoró con una tesis sobre el Método de Delaunay, que mostró ser de un alcance mucho más amplio de lo que había sido contemplado por su inventor. Poco después partió hacia el istmo de Kra para observar el eclipse solar de 1868, formando parte de una expedición francesa junto con Édouard Stephan y Georges Rayet. Los astrónomos franceses fueron acompañados por Mongkut, el Rey de Siam, que había calculado la ubicación y la fecha del eclipse por sí mismo dos años antes y preparó un cómodo lugar de observación para los científicos.
En 1873 fue nombrado director del observatorio de Toulouse, donde publicó su Recueil d'exercices sur le calcul infinitesimal, y en 1874 se convirtió en miembro correspondiente de la Academia de Ciencias de Francia. Participó en las expediciones francesas de 1874, acompañado por Pierre Janssen, a Japón, y en 1882, acompañado por Guillaume Bigourdan, a Martinica para observar el tránsito de Venus. En 1878 fue elegido miembro de la Academia de Ciencias sucediendo a Le Verrier, y se convirtió en miembro del Bureau des Longitudes. En el mismo año fue nombrado profesor suplente de Liouville, y en 1883 sucedió a Puiseux en la cátedra de mecánica celeste en la Sorbona.
Tisserand siempre encontró tiempo para continuar sus importantes investigaciones sobre astronomía matemática, y las páginas de las "Comptes rendus" dan testimonio de su actividad. Sus escritos se refieren a casi todas las ramas de la mecánica celeste, y siempre se distinguen por el rigor y la sencillez en la solución de los problemas más difíciles. Trató de manera magistral la teoría de la captura de cometas por los planetas más grandes, y en este sentido publicó su valioso "Criterio" para establecer la identidad de un cometa periódico, sea cuales fueran o pudieran haber sido las perturbaciones provocadas en su órbita, entre apariciones sucesivas, por la acción de un planeta.
Su obra principal, Traité de mécanique céleste, es el monumento más duradero de su memoria, y merece estar al lado de la 'Mécanique céleste' de su compatriota Laplace. En este tratado, publicado en cuatro volúmenes, el último de los cuales apareció pocos meses antes de su muerte, fusionó en un conjunto armónico las investigaciones de Laplace y las de otros investigadores en el mismo campo desde su época. Proporciona un resumen fiel y completo del estado del conocimiento en ese campo de la astronomía, como lo hizo la gran obra de Laplace a comienzos del siglo XIX.
En 1892 sucedió a Mouchez como director del Observatorio de París y como presidente del comité de la Carta Fotográfica del Cielo, contribuyendo en gran parte al éxito de ese gran proyecto. Bajo su dirección, la revisión del catálogo de Lalande se llevó a cabo casi hasta su finalización, y cuatro volúmenes de los "Annales de l'Observatoire de Paris" muestran los progresos realizados en esta importante empresa. También fue editor del Boletín Astronómico desde el principio, y contribuyó con muchos artículos importantes a sus páginas. Murió repentinamente, en la plenitud de sus facultades, víctima de un ataque cerebral.
Entre sus cargos, figuran los siguientes:
- Director del observatorio de Toulouse
- Director del observatorio de París
- Profesor de astronomía matemática en la universidad de la Sorbonne, al morir le sucedió en tal cargo Henri Poincaré
- Miembro de la Académie des sciences  (Academia de las ciencias (Francia))

## Eponimia
- El parámetro de Tisserand
- El cráter lunar Tisserand lleva este nombre en su memoria.[6]
- Un asteroide también le homenajea, el (3663) Tisserand.[7]
- El colegio de Nuits-Saint-Georges, su ciudad natal, lleva su nombre.